# Puerto Rico en los Juegos Olímpicos de Pekín 2008
Puerto Rico estuvo representado en los Juegos Olímpicos de Pekín 2008 por un total de 22 deportistas, 17 hombres y 5 mujeres, que compitieron en 8 deportes.
El portador de la bandera en la ceremonia de apertura fue el boxeador McWilliams Arroyo. El equipo olímpico puertorriqueño no obtuvo ninguna medalla en estos Juegos.